# سیاوش قمیشی
سیاوش قمیشی (زادهٔ ۲۱ خرداد ۱۳۲۴) موسیقی‌دان، آهنگساز، خواننده و ترانه‌سرای ایرانی است. سیاوش قمیشی تاکنون ۱۸ آلبوم رسمی موسیقی، ۳۴ تک‌آهنگ و یک موسیقی فیلم منتشر کرده است. سیاوش در لندن به تحصیل موسیقی پرداخت و در آنجا مدرک کارشناسی ارشد خود را گرفت. او در سال ۱۳۵۷ ایران را ترک کرد و اکنون در لس آنجلس زندگی می‌کند. وی تاکنون آهنگ‌های موفق بسیاری را برای خوانندگان پاپ ایرانی ساخته است و نخستین هنرمند ایرانی است که توانست برای یک آهنگ، هر چهار بخش اصلی آن یعنی ترانه، آهنگ، تنظیم و خوانندگی را خود به تنهایی انجام بدهد.
او در وب‌سایت شخصی‌اش، خود را پایه‌گذار سبک موسیقی ترنس در ایران، معرفی کرده است. وی در میان هوادارانش به مرد بارانی مشهور می‌باشد.

## زندگی

تصویر سیاوش قمیشی و عارف بر روی مجلهٔ زن روز

سیاوش قمیشی کوچک‌ترین فرزند خانوادهٔ خویش است و دو برادر به نام‌های سیروس و سیامک و یک خواهر به نام سیمین دارد. او در ۲۱ خرداد ۱۳۲۴ در اهواز به دنیا آمد و در سن ۹ ماهگی به‌همراه خانواده به تهران مهاجرت کرد و ساکن محلهٔ یوسف‌آباد شد. سیاوش ۶ سال داشت که یکی از برادرانش آکاردئون می‌آموخت و مادرش پیانو را زیر نظر یک معلم روس به نام اُلگا می‌آموخت. او از شنیدن صدای نواختن آن‌ها لذت بسیاری می‌برد و درحالی که کودک بود و پایش به پدال‌های پیانو نمی‌رسید به پشت ساز مادرش (پیانو) می‌نشست و با پدال‌های آن بازی می‌کرد. همین بازی‌ها به‌همراه صداهایی که از این ساز خارج می‌شد به او احساس خوبی می‌داد و رفته‌رفته سیاوش به موسیقی علاقه‌ای ویژه پیدا کرد.

سیاوش ۱۱ سال داشت که هر روز از مسیر مدرسه تا خانه از جلوی یک مغازهٔ کفش‌فروشی رد می‌شد که در ویترین‌اش یک گیتار برای تزئین دکور آویزان کرده‌بود. آن گیتار نگاه وی را به خود تا جایی جلب کرد که یک روز او با پدرش راجع به خرید آن گیتار صحبت کرد اما پدر با این موضوع مخالفت کرد. چندی بعد به مناسبت روز تولد سیاوش، پدر از سر تصمیم خود بازگشت و همان گیتار را برای سیاوش خرید. او مدتی با همان گیتار ناکوک به‌صورت غیرحرفه‌ای می‌نواخت تا این‌که روزی در یک کاباره که ویگن، خوانندهٔ نامدار آن زمان می‌خواند، شرکت کرد. در زمان استراحت بین اجرای آهنگ‌ها، سیاوش فرصت را غنیمت شمرد و نزد او رفت و نحوهٔ کوک گیتار را از او پرسید. ویگن او را به پشت صحنه برد و کوک گیتار را به او یاد داد. پس از آن روز، سیاوش مدت‌ها آهنگ‌های ویگن را گوش می‌کرد، می‌خواند و می‌نواخت.

سیاوش ۱۳ ساله بود که خواننده‌ای به نام ضیا به او پیشنهاد داد تا به‌عنوان نوازندهٔ گیتار با او که او هم گیتار می‌زد، همکاری کند. این‌بار هم پدر با سیاوش مخالفت کرد. بعدها سیاوش از ضیا شعری گرفت و آهنگی را به‌صورت زمزمه روی آن گذاشت و ضیا هم از آن استقبال کرد. سپس ضیا آن را در رادیو اجرا کرد و آهنگ معروف شد؛ بنابراین سیاوش نخستین آهنگ خود را با نام «ای قایقران» برای ضیا خوانندهٔ معروف آن سال‌ها ساخت.

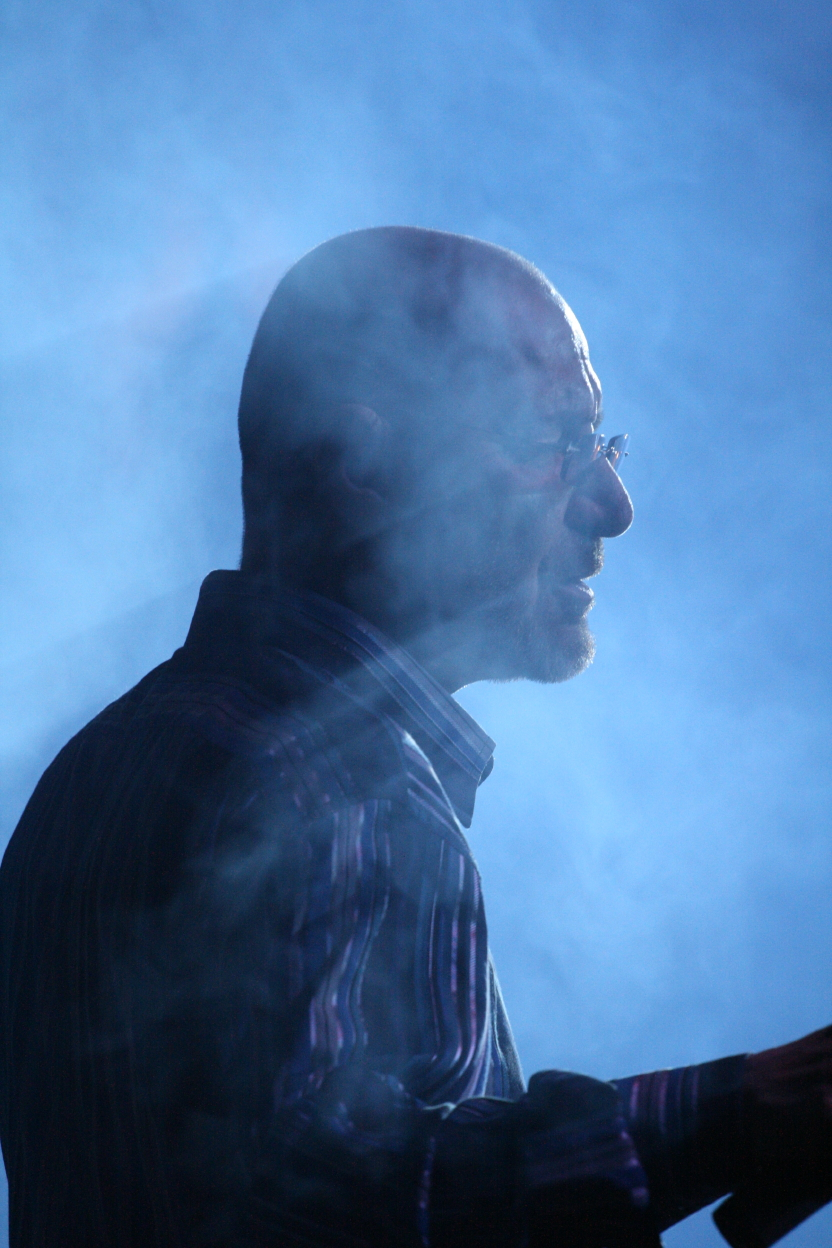
سیاوش قمیشی در سال ۲۰۰۹ در کنسرتی در کوالالامپور

در تابستان ۱۳۳۸ خورشیدی (۱۹۵۹ میلادی) برادر بزرگ‌تر سیاوش که از لندن به تهران آمده‌بود، هنگام بازگشت وی را نیز با خود به لندن برد. سیاوش که ۱۴ ساله بود، به لندن نزد خواهر و برادرش رفت و در آنجا تحصیل کرد. زمانی که سیاوش هفده یا هجده‌ساله بود شب‌ها در باشگاه‌های شبانه با خوانندگی و نوازندگی در گروه‌های مختلف، خرج زندگی و تحصیل خود را درمی‌آورد. آن زمان موسیقی پاپ در لندن جاری بود و هنوز موسیقی راک به آن صورت شکل نگرفته‌بود. او چندین سال در انگلستان به‌عنوان گیتاریست و خواننده (به زبان انگلیسی) در گروه‌های موسیقی Avengers و Insects و دیگر گروه‌ها به فعالیت پرداخت. فضای آن سال‌های لندن مصادف بود با اوج فعالیت‌های گروه‌های نامیِ موسیقی آن زمان مانند رولینگ استونز، بیتلز و پینک فلوید. فضای هنر موسیقی آن سال‌های لندن که با فعالیت‌های گروه‌های معروف موسیقی به نوعی مهد آن روزهای موسیقی دنیا شده‌بود بسیار بر سبک هنر موسیقی سیاوش قمیشی تأثیر گذاشت و خود او همواره حضورش در لندن آن سال‌ها را یک توفیق بزرگ برای خود می‌داند. او سرانجام موفق به اخذ مدرک کارشناسی ارشد موسیقی در رشتهٔ آهنگسازی از دانشگاه انجمن سلطنتی هنر واقع در لندن شد.
قمیشی با اعضای گروه‌هایی که کنسرت اجرا می‌کردند دوست بود و همین دوستی باعث شد که بعد از مدتی فعالیت خود را با یکی از همین گروه‌ها آغاز کند. سیاوش ساز می‌نواخت و اعضا ارکستری که با او دوست بودند از این موضوع اطلاع داشتند و وقتی گیتاریست یکی از همین ارکسترها مریض شد و مدت‌ها بود که کسی را به‌عنوان جانشین وی پیدا نمی‌کردند از سیاوش قمیشی درخواست نمودند تا جایگزین وی شود و این چنین رسماً پیشنهاد همکاری به او دادند. این همکاری بسیار خوب شروع شد و پایه‌گذاری مناسبی بود. سیاوش همکاری خود را به‌مدت سه‌سال با این ارکستر Insects ادامه داد و بعد از آن به‌مدت چهارسال با گروهی به نام Wingers به ادامهٔ فعالیت پرداخت و سرانجام خودش ارکستر مخصوص خودش را پایه گذاشت. ارکستری که جز خودش باقی نوازنده‌های آن غیر ایرانی بودند. وظیفهٔ سیاوش در این بند خوانندگی بود و درعین‌حال به نواختن گیتار هم می‌پرداخت. بعد از مدتی کیبوردیست به‌دلایلی ارکستر را ترک کرد و سیاوش از آن موقع مسئولیت نواختن کیبورد را نیز پذیرفت و جای خالی کیبوردیستِ رفته را پُر کرد. زندگی سیاوش به‌همین شکل می‌گذشت.
سیاوش در ۲۵ سالگی در سال ۱۳۴۹ به ایران بازگشت. در ایران، او به‌عنوان آهنگساز برای رادیو کار کرد و همچون سال‌های گذشتهٔ اقامتش در لندن، در گروه‌های مختلفی از جمله The Rebels فعالیت کرد.
در این میان چندین‌بار به لندن رفت و برگشت. در همین حین همکاری بیشتری نیز با کوروش یغمایی پیدا کرد. بعد از ورود به ایران بندی به نام Stars تشکیل داد و در آن گروه به بازخوانی آهنگ‌های خارجی پرداخت. بعدها در گروهی به نام The Rebels به همکاری پرداخت.
سیاوش قمیشی در تهران به‌عنوان کیبوردیست و خواننده (به زبان‌های غیر از فارسی از جمله انگلیسی و ایتالیایی) در گروهی به نام The Rebels (ترجمه فارسی: شورشیان) به‌همراه شهرام شب‌پره (که خود او بنیان‌گذار این گروه بود)، همایون جمالی و کامبیز معینی همکاری کرد. در این گروه سیاوش قمیشی به‌عنوان کیبوردیست و خواننده آهنگ‌های با ریتم کند، شهرام شب‌پره به‌عنوان جازیست و خواننده آهنگ‌های با ریتم تند، همایون جمالی به‌عنوان بیسیست و کامبیز معینی به‌عنوان گیتاریست فعالیت می‌کردند.
سیاوش قمیشی در تمام این سال‌ها در گروه‌های مختلف نوازندگی می‌کرد و خوانندگیش به زبان‌های غیر از فارسی محدود می‌شد. در این سال‌ها گاهی بر روی ترانه‌های فارسی که به دستش می‌رسید آهنگ می‌ساخت و در خانه، پیش خودش ساز می‌زد و آن‌ها را می‌خواند و برخی از آن اجراهای خصوصی خود را با ضبط صوتی که در اختیار داشت ضبط می‌کرد. امروزه برخی از این آهنگ‌ها با کیفیتی پایین در قالب یک آلبوم غیررسمی به نام عروسک شب، گردآوری شده‌اند. در این سال‌ها سیاوش ملودی‌هایی را نیز برای خود ساخته‌بود که شعری روی آن‌ها نبود و حالت بی‌کلام داشت. آهنگ «قصهٔ گل و تگرگ» یکی از این آهنگ‌ها بود. عارف با شنیدن این آهنگ، به‌همراه چندین آهنگ دیگر از سیاوش که شعری روی آن‌ها نبود و تنها ملودی بودند، شیفتهٔ آهنگ‌های او شد؛ بنابراین عارف اولین کسی بود که هنر آهنگسازی سیاوش را کشف کرد. او آهنگ قصه گل و تگرگ را به ایرج جنتی عطایی داد تا روی آن شعر بگذارد و قرار شد تا واروژان آن را تنظیم کند. نهایتاً آهنگ قصه گل و تگرگ شکل گرفت و عارف آن را اجرا کرد و با این آهنگ اولین همکاری عارف با سیاوش و همچنین سیاوش با واروژان شکل گرفت. قصه گل و تگرگ، اولین آهنگسازی سیاوش قمیشی به‌صورت رسمی برای ترانه‌های ایرانی بود. این آهنگ به‌همراه چند آهنگ دیگر که عارف از سیاوش گرفته‌بود، نه تنها برای عارف بلکه برای کل موسیقی پاپ آن سال‌های ایران، نوعی سبک تازه محسوب می‌شدند. یکی از این آهنگ‌ها، «عشق» نام دارد که اولین آهنگ شاد سیاوش با ریتم شش و هشت و جزو اولین آهنگ‌های سیاوش برای دیگر خوانندگان است. او بخش‌هایی از این آهنگ را با سوت زده‌بود که با پیشنهاد عارف و با موافقت سیاوش، این قسمت‌ها با صدای ساکسیفون جایگزین شد. عارف این آهنگ‌ها را به یک دفترخانه برد تا با قرارداد محضری، امتیاز آن‌ها را از آن خود کرده و از دستیابی خوانندگان دیگر به این آهنگ‌ها جلوگیری کرده‌باشد. عارف قبل از ضبط این آهنگ‌ها، در مصاحبه با مجله زن روز نسبت به موفقیت این ترانه‌ها بسیار ابراز خوش‌بینی کرده‌بود و آن‌ها را نقطه عطفی در خوانندگی خود می‌دانست. سیاوش در مصاحبه با همین مجله گفته‌بود که قصه گل و تگرگ، آهنگی تازه و جالب است و در این آهنگ از بم‌ترین صدای عارف تا نهایت صدای او استفاده شده است. سیاوش اعتقاد داشت که آهنگسازان قبلی از تمام قدرت و وسعت صدای عارف استفاده نکرده‌اند. عارف بعد از خواندن این آهنگ‌ها یک ماشین آلفارومئو که مورد علاقه خود سیاوش بود، برایش خرید. سیاوش، عارف را دوست قدیمی و صمیمی خود می‌داند.

گفتنی است آهنگ قصه گل و تگرگ (با خوانندگی عارف) جزو معدود همکاری‌های سیاوش قمیشی با واروژان است. سیاوش در مجموع ۴ آهنگ خود را در آن سال‌ها با تنظیم واروژان به عارف داد. سیاوش بعد از همکاری با عارف، به تدریج برخی از آهنگ‌های خود را به خوانندگان دیگر هم داد و این چنین نامش به‌عنوان یک آهنگساز در میان دیگر آهنگسازان مطرح شد. سیاوش قمیشی در سال ۱۳۷۴ آلبومی را با عنوان «قصه گل و تگرگ» منتشر کرد که در آن، آهنگ قصه گل و تگرگ را این‌بار با تنظیم استیو مک‌کرام اجرا کرده است.

سیاوش در بهار سال ۱۳۵۸، آلبوم «فرنگیس» را که بیشتر تنظیم‌های آن را ناصر چشم‌آذر انجام داده‌بود، منتشر کرد. در این آلبوم آهنگی وجود داشت به نام «فرنگیس» با شعری از سعید دبیری که به سرعت در میان مردم محبوب شد و برای اولین‌بار نام سیاوش قمیشی بر سر زبان‌ها افتاد. در آن دوران کمپانی خاصی برای پخش این آلبوم وجود نداشت، به‌همین علت این آلبوم توسط مردم کپی و دست‌به‌دست می‌شد، اما بعدها توسط شرکت ترانه منتشر شد. سیاوش قمیشی تأکید می‌کند که ارائهٔ آلبوم «فرنگیس» تنها برای سرگرم شدن بوده و او قصد نداشته است تا با این آلبوم تبدیل به یک خوانندهٔ حرفه‌ای شود اما وقتی که در سال ۱۳۷۱ (۱۹۹۲) «مسعود فردمنش» به او پیشنهاد داد که کاری مشترک ارائه دهند و چندین شعر (که بارزترین آن‌ها به‌گفتهٔ سیاوش پرنده‌های قفسی بود) در اختیار سیاوش قرار داد، انتشار آلبوم جدید را قبول کرد. به این ترتیب سیاوش قمیشی در سن ۴۷ سالگی به عرصه خوانندگی بازگشت و آلبوم «حکایت» را منتشر کرد که مورد توجه بسیار زیادی قرار گرفت.
سیاوش در این سال‌ها برای خوانندگان مختلفی همچون عارف، افشین مقدم، ابی، بتی، امیر رسایی، داریوش، رامش و… آهنگسازی کرد. در سال ۱۳۵۶، موسیقی فیلم بوی گندم به کارگردانی امیر مجاهد و فرزان دلجو به او سپرده شد. همچنین سازمان رادیو تلویزیون ملی ایران آهنگسازی برای موزیک پخش بازی‌های جام جهانی فوتبال ۱۹۷۸ آرژانتین را به او سپرد که قرار بود با صدای لیلا فروهر ضبط و پخش شود. اطلاعات دقیقی از ضبط این آهنگ در دست نیست.
سیاوش قمیشی سرانجام در سال ۱۳۵۷ (۱۹۷۸) و پس از انقلاب ایران به‌همراه تعداد زیادی از هنرمندان ایران را ترک کرد. او ابتدا به انگلستان رفت و پس از چندین ماه، در سال ۱۹۷۹ به شهر لس آنجلس آمریکا رفت و تاکنون در این شهر اقامت داشته است. او ایران را ترک کرد چرا که او موسیقی‌دان بود و همان‌طور که خود می‌گوید به غیر از موسیقی کار دیگری بلد نبود و رژیم بعدی را مخالف با موسیقی می‌دیده است.
سال‌های اول زندگی در لس آنجلس برای سیاوش و دیگر خوانندگان و هنرمندان ایرانی بسیار سخت و دشوار گذشت. سیاوش در همان اولین ماه‌های ورود به آمریکا، در شهر یونیورسال سیتی کالیفرنیا شب‌ها به کلاب‌ها می‌رفت و موسیقی آن‌ها را تماشا می‌کرد. در همین کلاب‌ها با گروهی آشنا شد که به دنبال یک نوازندهٔ کیبورد و خواننده بودند. سیاوش حدود یک‌سال با آن‌ها که ۴ نفر آمریکایی بودند همکاری کرد. در همان ماه‌های اول ورودش به آمریکا بود که با کمک دوست قدیمی‌اش جمال نادر، آلبوم «خواب بارون» را تولید و منتشر کرد. پس از آن به‌صورت جسته و گریخته، چندین ترانه تا پایان دههٔ شصت اجرا کرد و عمدهٔ تمرکز وی بر روی آهنگسازی برای خوانندگان بود. سرانجام در سال ۱۳۷۱ با همکاری مسعود فردمنش آلبوم «حکایت» را منتشر کرد و با این آلبوم رسماً فعالیت‌های خوانندگی خود را تا به امروز ادامه داده است.

سیاوش قمیشی عاشق فصل پاییز و باران و گل‌ها و درخت‌ها و حیوانات است. در اکثر آثار او این عناصر نیز به چشم می‌خورند. او بیش از هرچیز عاشق حرفهٔ آهنگسازی و کار در استودیو است. او به نقاشی و نویسندگی نیز علاقه‌مند است اما هیچ‌گاه در این دو عرصه فعالیتی نداشته است. او در خانه خودش گلدان‌هایی دارد که بسیار به آن‌ها می‌رسد و آن‌ها را دوست دارد. همچنین به سگ‌ها و گربه‌ها بسیار علاقه دارد. سیاوش قمیشی غم را به‌خاطر عمق زیادش دوست دارد اما برخلاف فضای غمناک بیشتر آهنگ‌هایش، انسانی شاد، امیدوار و شوخ‌طبع است. او حال و هوای آهنگ‌هایش را ناشی از شعر آن‌ها می‌داند. او سادگی و صداقت را از ویژگی‌های موسیقی و خصوصیات رفتاری خودش می‌داند. سیاوش بیشتر وقت خود را در خانه می‌گذراند. وی شب‌ها تا دیروقت بیدار است و به موزیک گوش کردن و کتاب خواندن و ساز زدن (بیشتر به شکل بداهه‌نوازی) مشغول است.

سیاوش قمیشی اولین هنرمند ایرانی است که توانسته برای خود هم ترانه بگوید، هم آهنگسازی کند و هم خواننده آن باشد. او به‌مدت چندین سال هم در ایران و هم در خارج از ایران هیچ‌گاه قصد خواننده شدن به زبان فارسی را نداشت و یکی از دلایل وقفه‌های طولانی و چندین‌ساله بین آهنگ‌ها و آلبوم‌های او تا قبل از سال ۱۳۷۱ (یعنی مجموعه آهنگ‌های عروسک شب، آلبوم فرنگیس و آلبوم خواب بارون)؛ همین مسئله بوده است. او حرفهٔ خوانندگی را به‌طور جدی در سال ۱۳۷۱ زمانی که ۴۷ سال داشت با آلبوم حکایت شروع کرد.

سیاوش قمیشی چندان به برگزاری کنسرت برای خود علاقه‌ای ندارد. او همواره پیگیر موسیقی روز دنیاست و به موسیقی‌های معتبر و روز دنیا گوش می‌دهد و همانگونه که خود می‌گوید سعی می‌کند تا قسمت‌های خوب آن موسیقی‌ها را در موسیقی خود پیاده کند و سعی در ارائه کارهایی با کیفیت بالا دارد. این مسئله در دو آلبوم «نقاب» و «بی‌سرزمین‌تر از باد» نیز اتفاق افتاد و سیاوش قمیشی، این دو آلبوم را بر جریان موسیقی داخل ایران تأثیرگذار می‌داند. سیاوش قمیشی تاکنون به سبک‌های راک، پاپ، ترنس و هاوس موسیقی ساخته و خوانده است و در وب‌سایتش خودش را به‌عنوان «پایه‌گذار موسیقی ترنس در ایران» معرفی کرده است.
سیاوش قمیشی با ترانه‌سرایان و تنظیم‌کنندگان خوب و جوان مقیم ایران همکاری نزدیکی دارد. در وب‌سایت او قسمتی برای فرستادن ترانه وجود دارد تا هر کسی بتواند از این طریق ترانهٔ خود را ارسال کند. این ترانه‌های ارسالی که تعداشان بسیار زیاد می‌باشند توسط سیاوش قمیشی بررسی شده و ممکن است بهترین‌های آن‌ها برای تک‌آهنگ‌های جدید انتخاب شوند.

سیاوش قمیشی، آن دسته از خوانندگانی را که شبیه به او می‌خوانند دوست دارد و از آن‌ها ناراحت نمی‌شود. چون این موضوع را نشان‌دهندهٔ علاقه و توجه آن‌ها به سبک خودش می‌داند. اما به آن‌ها توصیه می‌کند تا شخصیت هنری و خلاقیت خودشان را داشته باشند و از شبیه کار کردن و کپی‌کاری پرهیز کنند تا شخصیت مستقل هنری خود را داشته‌باشند.
سیاوش قمیشی در زمینه موسیقی رپ، سروش لشکری با نام هنری هیچ‌کس را به‌عنوان یکی از بهترین‌های ایران از نظر طرز اجرای فنی صحیح این موسیقی معرفی کرده است.
سیاوش قمیشی در سال‌های اخیر به‌دلیل مشکلات اقتصادی که برای کمپانی‌های پخش موسیقی در آمریکا به‌وجود آمده است، مانند بسیاری از خوانندگان دیگر ایرانی ساکن آمریکا، به ساختن تک‌آهنگ به‌فاصلهٔ هر چندماه یک‌بار روی آورده است.

سیاوش قمیشی بارها از زندگی در شهر شلوغ لس آنجلس انتقاد کرده است و قصد مهاجرت از لس آنجلس به شهری دیگر برای سکونت داشته است اما هربار به‌دلیلی موفق به انجام این کار نشده است.

## آهنگسازی و تنظیم

قمیشی درحال کار در استودیو

بسیاری از ترانه‌هایی که سیاوش قمیشی، آهنگسازی آن‌ها را برعهده داشته، دارای تنظیم متفاوتی نسبت به دیگر آهنگ‌های ایرانی هم‌زمان خود بوده‌اند چرا که او سلیقه و سخت‌گیری خاصی بر روند تنظیم‌های آهنگ‌های خود دارد. در میان تنظیم‌کنندگان، او با افرادی همچون استیو مک‌کرام، اروین خاچیکیان، رامون عبدی‌شو، آندرانیک، کاظم عالمی، ناصر چشم‌آذر، فرد میرزا، محمد مقدم، نوید نحوی، آلن جی ناظاریان، ایمان فروتن، مسعود فولادی، الیاس شیرزاد و بهروز لطفی‌پور همکاری کرده است. بیشترین همکاری او در زمینه تنظیم آهنگ، با استیو مک‌کرام موسیقی‌دان آمریکایی بوده است. همکاری سیاوش با دوست آمریکایی‌اش استیو مک‌کرام منجر به خلق آهنگ‌های محبوب و موفقی شد. از آن جمله می‌توان به آلبوم هوای خونه برای خود و آلبوم ستاره‌های سربی (به‌جز آهنگ قبله و اقاقی) برای ابی و آهنگ «یکی شدن» با صدای احمدرضا نبی‌زاده اشاره کرد.
سیاوش قمیشی بارها از تلاش خود برای همگام کردن کارهایش با موسیقی روز دنیا و ارائه آثارش مطابق با استانداردهای روز دنیا صحبت کرده است. موسیقی او حال و هوای خاص خود را دارد. فضای موسیقی راک، جاز، بلوز، هاوس و ترنس در بسیاری از کارهای او مشهود است. وی درعین‌حال با ظرافت خاصی در آهنگ‌هایش از مؤلفه‌های موسیقی اصیل ایرانی نیز بهره می‌برد و از این روی هست که آهنگ‌هایش به ذائقه مردمان ایرانی‌تبار خوش می‌نماید.

سیاوش قمیشی برای بسیاری از خوانندگان پاپ ایران آهنگسازی کرده و اکثر این آهنگ‌ها با محبوبیت از طرف مردم مواجه شده‌اند. او تاکنون یک آلبوم را برای احمدرضا نبی‌زاده به نام «یه روزی» (به‌جز چهار آهنگ آن) در سال ۱۳۷۳، یک آلبوم برای لیلا فروهر به نام «قصه من، قصه تو» در سال ۱۳۸۰، دو آلبوم کامل برای ابی به نام‌های «ستاره‌های سربی» در سال ۱۳۷۴ و «شب نیلوفری» در سال ۱۳۸۲، یک آلبوم کامل برای فیروزه رسولی به نام «زمونه» در سال ۱۳۸۶ و یک آلبوم کامل به نام «۲۱» برای گوگوش در سال ۱۴۰۰ آهنگسازی کرده است. آلبوم ستاره‌های سربی که تماماً تحت نظر سیاوش با تنظیم استیو مک‌کرام، عبدی یمینی و کاظم عالمی ضبط و تولید شد، به قدری محبوب شد که بسیاری از مردم از جمله خود ابی این آلبوم را موفق‌ترین آلبوم ابی در طول تمام سال‌های فعالیت خوانندگیش می‌دانند. گفتنی است سیاوش کار آهنگسازی برای آهنگ «کی اشکاتو پاک می‌کنه» از این آلبوم ابی را در شب یلدا تا نیمه‌های شب به پایان رسانده است. این ترانه را قرار بود خود سیاوش اجرا کند اما ابی از او خواست تا این آهنگ را به او بدهد و سیاوش نیز موافقت کرد.
آلبوم شب نیلوفری را می‌توان اوج پختگی هنر خلق ملودی سیاوش قمیشی به حساب آورد. این آلبوم هفت‌سال بعد از آلبوم ستاره‌های سربی ضبط شد. ساخت این آلبوم بیش از دو سال زمان برد و چندین‌بار در ترانه‌ها و آهنگ‌های آن تجدید نظر شد. به‌عنوان مثال آهنگ «سیاه‌پوش‌ها» ابتدا با ریتم شش و هشت ضبط شد اما در انتخاب ریتم نهایی تجدید نظر شد. تمام اشعار این آلبوم از ایرج جنتی عطایی هستند و تمام تنظیم‌ها توسط استیو مک‌کرام انجام شده‌اند. این آلبوم آخرین همکاری سیاوش قمیشی با استیو مک‌کرام، جنتی عطایی و ابی محسوب می‌شود.
خوانندگانی که سیاوش قمیشی برای آن‌ها آهنگسازی کرده است عبارتند از:
ابی، داریوش، گوگوش، معین، ستار، عارف، حبیب، افشین مقدم، شاهرخ، احمدرضا نبی‌زاده، اندی، بتی، امیر رسایی، منوچهر سخایی، ضیا، رامش، سلی، شهرام شب‌پره، شهرام صولتی، شهره صولتی، سوزان روشن، ابی لیتلز، فرزین، لیلا فروهر، داوود بهبودی، شیلا، مارتیک، شادمهر عقیلی، منصور، مهرداد آسمانی، ناهید، فیروزه رسولی، مهسا ناوی، بیژن آریا، آرین و…
در بین معروف‌ترین و موفق‌ترین آهنگ‌های ساخته‌شده توسط سیاوش قمیشی برای دیگر خوانندگان می‌توان به این موارد اشاره کرد:
زمستون برای افشین مقدم، کی اشکاتو پاک می‌کنه برای ابی، گل بارون‌زده برای داریوش، زندگی برای گوگوش، فردا برای معین، گلپری برای ستار، چی صدا کنم تورو برای لیلا فروهر، فصل عشق برای حبیب، شکست برای فرزین، رفتم من از یاد برای امیر رسایی، میتونی برای شهرام شب‌پره، دل دیوونه برای شهره، دو خط موازی برای شهرام صولتی، دیره دیره برای شاهرخ، چشم سیات برای منصور، دارم عاشق میشم برای بتی، یکی شدن برای احمدرضا نبی‌زاده، عشق برای عارف، قایقران برای ضیا، عشق اول برای اندی، روح شیطون برای سوزان روشن و پاییز برای شادمهر عقیلی.

## مجموعه آهنگ‌های عروسک شب
مجموعه عروسک شب به‌عنوان یک آلبوم غیررسمی از سیاوش قمیشی شناخته می‌شود که همهٔ آهنگ‌های آن توسط سیاوش قمیشی ساخته، تنظیم و اجرا شده‌اند. حتی ترانهٔ برخی از آهنگ‌های آن را خود سیاوش گفته است و از این روی، سیاوش قمیشی اولین هنرمند ایرانی است که هر چهار رکن ترانه، آهنگ، تنظیم و خوانندگی یک آهنگ را خود انجام داده است. این مجموعه حاصل فعالیت‌های دههٔ ۴۰ و ۵۰ شمسی سیاوش قمیشی در تهران است. بعد از خروج او از ایران، این آهنگ‌ها در ایران ماندند و نهایتاً در دههٔ ۸۰ شمسی در ایران به‌صورت اینترنتی منتشر شد. بسیاری از این ترانه‌ها را خود سیاوش و خوانندگان مختلف طی سال‌های بعد در داخل و خارج از ایران با تنظیم مجدد بازخوانی کرده‌اند. این آلبوم، غیررسمی است و برخی از آهنگ‌های آن نظیر آهنگ قبله، همان اجراهای خصوصی سیاوش قمیشی در تهران می‌باشد. سیاوش خود این آهنگ‌ها را با امکانات کمی نظیر ضبط صوت، ضبط می‌کرده است. پس از آن که سیاوش، ایران را ترک می‌کند این آهنگ‌ها در خانهٔ او می‌مانند و دست‌به‌دست و کپی می‌شوند. همانگونه که در ادامه خواهد آمد، بعدها سیاوش برخی از این آهنگ‌ها را در ایران (قبل از انقلاب) و آمریکا با کیفیت مطلوب ضبط و در قالب آلبوم‌های مختلف برای خود و دیگر خوانندگان منتشر کرد. امروزه آهنگ‌های این آلبوم غیررسمی بعضاً با کیفیتی بسیار پایین در دسترس هستند.
اجرای اولیهٔ آهنگ «فرنگیس» نیز در این مجموعه به چشم می‌خورد. او این آهنگ را در خانه خود در تهران به‌صورت خصوصی خوانده و ضبط کرده‌بود. بعدها در آلبومی تحت عنوان فرنگیس در سال ۱۳۵۳ آن را عرضه کرد که باعث معروف شدن او شد. این آهنگ توسط سیاوش چندین‌بار اجرا شد که معروف‌ترین آن‌ها، نسخهٔ موجود در آلبوم «خواب بارون» است که در سال ۱۳۵۹ در آمریکا ضبط شد.
در میان این آهنگ‌ها، در همان سال‌های پیش از انقلاب آهنگ‌های «حرفاتو بزن»، «پیدا نمیشه» و «پاییز» را بتی؛ «خورشید خزان» و «پیچک» را ابی؛ «فرنگیس» را عماد رام؛ «ای رسیده از راه»، «می‌ترسم» (با نام «نور و آینه و صدا») و «عمر دو روزه» (با نام «قاصدک») را عارف و «غریبه» را ابی لیتلز اجرا کردند.
سیاوش آهنگ «خورشید خزان» را با تغییر کامل ترانه و کمی تغییر جزئی در آهنگ به ابی داد که اسم آن آهنگ، «خالی» است؛ برخلاف رسم همیشه که ابتدا سیاوش ترانه را می‌گیرد و بعد روی آن آهنگ می‌گذارد، این‌بار آهنگ موجود بود و نیاز بود تا ترانه‌ای گفته شود تا در قالب این آهنگ بگنجد. زویا زاکاریان از پس این ترانه برآمد و آهنگ خالی شکل گرفت. لازم به توضیح است که سیاوش از فضای ملودی این آهنگ به‌همراه آهنگ «پیچک» برای موسیقی متن فیلم بوی گندم نیز استفاده کرد که تنها فعالیت او در عرصهٔ موسیقی متن فیلم محسوب می‌شود. دو آهنگ «ستاره‌های سربی» و «شب گریه» نیز به‌همین شیوه توسط ایرج جنتی عطایی بر روی دو ملودی از پیش ساخته‌شدهٔ سیاوش قمیشی ترانه‌سازی و توسط ابی خوانده شده‌اند.
پس از انقلاب، از بین آهنگ‌های قدیمی سیاوش، آهنگ «قبله» را ابی، «قصه» را شهره، «حرفاتو بزن» را سوزان روشن و «غریبه» را شهریار اجرا کردند. همچنین آهنگ «معبد شهید» با تغییر کامل ترانه به احمدرضا نبی‌زاده داده‌شد.
سه آهنگ «اسیر»، «سرنوشت» و «تن زخمی» از این مجموعه را پسر سیاوش، علیرضا قمیشی در ایران اجرا کرد. همچنین آهنگ «پاییز» از این مجموعه را شادمهر عقیلی در ایران اجرا کرده بود اما بنا به ملاحظات و گرفتن مجوز از وزارت فرهنگ و ارشاد اسلامی نام سیاوش قمیشی روی جلد آلبوم نوشته نشد.
در این مجموعه، آهنگی به نام «در سوگ هایده» وجود دارد که راجع به انگیزه این ترانه و سال دقیق ضبط آن اطلاعات دقیقی در دست نیست.

## آهنگ زمستون
این آهنگ یکی از اولین آهنگسازی‌های سیاوش قمیشی است که پیش از انقلاب در ایران برای افشین مقدم ساخته است. ترانه‌سرای این ترانه سعید دبیری می‌باشد. این آهنگ پس از انتشار تا به امروز به قدری محبوب شده است که خواننده‌های زیادی آن را با تنظیم‌های گوناگون اجرا کرده‌اند. سیاوش یک نسخه بی‌کلام از این آهنگ را با تنظیم استیو مک‌کرام در آلبوم ستاره‌های سربی ابی قرار داده است. این آهنگ گاهی در برنامه‌های رادیویی ایران پخش می‌شود.

## آهنگ گل بارون‌زده

از راست به چپ: ایرج جنتی عطایی، سیاوش قمیشی، داریوش و آندرانیک آساطوریان

گل بارون‌زده، سرودهٔ ایرج جنتی عطایی، تنها ساختهٔ سیاوش قمیشی برای داریوش با تنظیم آندرانیک است. این ترانه در آلبوم شقایق داریوش و دفتر شعر «زمزمه‌های یک شب سی‌ساله» جنتی عطایی قرار دارد. قمیشی، جنتی عطایی و داریوش به‌خاطر این آهنگ به نهادهای امنیتی رژیم پهلوی فراخوانده شدند؛ زیرا این ترانه مدتی بعد از اعدام خسرو گلسرخی ساخته‌شد و نهادهای امنیتی باور داشتند که منظور از «گل سرخ» در این شعر، خسرو گلسرخی است. پس از اینکه در متن ترانه «گل بارون‌زده من، گل سرخ نازنینم» به «گل یاس نازنینم» تغییر یافت، این آهنگ مجوز ساخت گرفت. سیاوش در هنگام کار بر روی این ترانه، از مضمون و هدف ترانه اطلاعی نداشته است.

## آلبوم‌ها

### خواب بارون
سیاوش قمیشی پس از ورود به آمریکا با دوست قدیمی‌اش، جمال نادر که نوازنده گیتار بود برخورد کرد و از روی سرگرمی با کمک یکدیگر به‌مدت یک سال و نیم بر روی ساخت این آلبوم کار کردند و کار تهیهٔ این آلبوم نهایتاً در اواخر سال ۱۹۸۰ (۱۳۵۹ شمسی) به پایان رسید اما از آنجایی که کمپانی خاصی برای عرضه آلبوم‌های ایرانی در خارج از کشور وجود نداشت، این آلبوم پس از دو سال تأخیر توسط شرکت پارس ویدیو در لس آنجلس آمریکا در سال ۱۹۸۲ (۱۳۶۱ شمسی) منتشر شد. وی در این آلبوم، ترانه‌ای از بیژن سمندر به‌نام «از ماست که بر ماست» را اجرا کرده که نوازندهٔ تار این ترانه نیز خود بیژن سمندر بوده است. عمدهٔ فضای ترانه‌های این آلبوم در دستگاه‌های ایرانی است. برای مثال می‌توان به ترانهٔ «هدیه» در دستگاه ماهور و ترانهٔ «پیوستگی» در مایه دشتی اشاره کرد. پس از این آلبوم، سیاوش تک‌آهنگ‌هایی به‌صورت جسته و گریخته مانند «حباب»، «پاییز»، «قصهٔ امیر»، «سراب» و «لحظه‌ها» را تا پایان دههٔ شصت، اجرا و منتشر کرد. علاوه بر این، تمرکز سیاوش بیشتر بر روی آهنگسازی برای دیگر خوانندگان بود.

### حکایت
این آلبوم در سال ۱۳۷۱ منتشر شد و تهیهٔ آن حدود سه‌ماه زمان برد. این آلبوم سرآغازی برای تصمیم سیاوش قمیشی به کار خوانندگی به زبان فارسی بود. چرا که پیش از این آلبوم سیاوش تصمیم به خوانندگی نداشت. داستان از این قرار بود که مسعود فردمنش قصد تهیهٔ یک آلبوم برای خود داشت و چند شعر داشت که می‌خواست دکلمه کند. او از سیاوش قمیشی خواسته‌بود تا روی یکی از ترانه‌هایش آهنگسازی کند. اما این یک آهنگ تبدیل به دو و سه و نهایتاً منجر به تهیه یک آلبوم مشترک شد. شرکت کلتکس چندان به فروش این آلبوم خوش‌بین نبود چرا که اعتقاد داشت مردم از شنیدن کار دکلمه استقبال نخواهند کرد. اما پس از انتشار، محبوبیت این آلبوم به حدی رسید که آن‌ها را شگفت‌زده کرد. این آلبوم همچنان به‌عنوان یکی از محبوب‌ترین آلبوم‌های سیاوش قمیشی به‌شمار می‌رود. ترانهٔ معروف «پرنده‌های قفسی» در این آلبوم قرار دارد.

در این آلبوم سه آهنگ «حکایت»، «پرنده‌های قفسی» و «شکایت» توسط آندرانیک تنظیم شده‌اند و مابقی آهنگ‌ها توسط خود سیاوش تنظیم شده‌اند. تمام تک‌نوازی‌های پیانو در این آلبوم را خود سیاوش به‌صورت بداهه نواخته است. همچنین صدای زمزمهٔ آهنگ توسط سیاوش در پایان آهنگ «از عشق تو» هنگام نواختن پیانو شنیده می‌شود.

### قصه گل و تگرگ
این آلبوم که در سال ۱۳۷۳ منتشر شد و تا به امروز از جمله آلبوم‌های موفق و پرطرفدار سیاوش قمیشی به‌شمار می‌رود که در آمریکا ضبط شده است. آهنگ‌های این آلبوم، پیش‌تر توسط سیاوش در ایران ساخته‌شده بودند و برخی از آن‌ها را نیز سیاوش در ایران اجرا کرده‌بود. وی آهنگ «فصل پاییزی» را در فصل پاییز در میان درختان ساخته است. در این آلبوم، آهنگ‌های «غروب»، «روز برفی» و «فاصله» توسط استیو مک‌کرام و آهنگ‌های «فصل پاییزی»، «چه دردیست» و «قصهٔ گل و تگرگ» توسط آندرانیک تنظیم شده‌اند. همچنین ترانهٔ «روز برفی» توسط خود سیاوش در ایران سروده شده است. فریبرز لاچینی؛ موسیقی‌دان، آهنگساز و نوازنده سرشناس پیانو، آهنگ «چه دردیست» از این آلبوم سیاوش را به‌صورت بی‌کلام با پیانو نواخته است و آن را در یکی از آلبوم‌های بی‌کلام خود به نام بوی دیروز (شماره ۳۱) گنجانده است.

اولین آهنگ این آلبوم، «غروب» نام دارد که سیاوش آن را بر روی ترانه‌ای ساخته‌بود که چندان به آن علاقه‌ای نداشت؛ بنابراین از پاکسیما زکی‌پور خواست تا ترانه‌ای بر روی ملودی او بگذارد که حاصل آن آهنگ غروب شد. پیش از انتشار این آهنگ در آلبوم، ابی آن را شنید و بسیار به آن علاقه‌مند شد و به سیاوش پیشنهاد داد تا این آهنگ را به‌صورت مشترک بر روی صحنه اجرا کنند. سیاوش نیز این پیشنهاد را پذیرفت. این آهنگ به‌صورت مشترک در سال ۱۹۹۴ در کنسرت کلن آلمان توسط سیاوش و ابی به‌طور زنده اجرا شد. بعدها نوار اجرای زندهٔ مشترک این آهنگ توسط مردم دست‌به‌دست شد و این درحالی بود که ابی و سیاوش تا مدت‌ها از انتشار آن بی‌اطلاع بودند.

### شهر خورشید (City Of The Sun)
این آلبوم تنها آلبوم بی‌کلام سیاوش قمیشی است که در سال ۱۳۷۴ توسط کمپانی آمریکایی علاءالدین "Alladin Records" منتشر شده است. آهنگ‌های این آلبوم شامل برخی از آهنگ‌های معروف ساخته‌شده توسط سیاوش برای خود و دیگر خواننده‌ها است. کار تنظیم، پروگرمینگ، میکسینگ، مهندسی صدا و تهیهٔ این آلبوم توسط استیو مک‌کرام و مسترینگ آن توسط جان پولیتو انجام شده است. جان پولیتو دربارهٔ این آلبوم گفته است: «این آلبوم با طرحی از موسیقی خاص خاورمیانه، فلامنکوی اسپانیایی، پاپ و جاز آنقدر دلپذیر است که خواهد توانست آن دسته از افرادی که صرفاً نمی‌خواهند موسیقی بی‌محتوا گوش دهند را جذب خویش نماید.»
از آنجایی که این آلبوم توسط یک کمپانی آمریکایی عرضه شد بنابراین اسامی غیر فارسی برای آهنگ‌ها برگزیده شد. تمامی آهنگ‌ها به انگلیسی نام‌گذاری شدند به‌جز سومین آهنگ که به زبان ایتالیایی است. هیچ‌یک از اسامی آهنگ‌ها معادلی برای نام اصلی فارسی خود نیستند. سومین آهنگ از این آلبوم Illuminata نام دارد که در زبان ایتالیایی به معنای روشن است. ترتیب نام آهنگ‌های این آلبوم به‌همراه نام اصلی فارسی آن‌ها که سیاوش آن‌ها را پیش‌ترها تحت آلبوم‌های مختلف برای خود و خوانندگان دیگر ساخته بوده است، به‌صورت زیر است:
| شماره آهنگ | نام                  | نام اصلی آهنگ | خواننده          |
| ---------- | -------------------- | ------------- | ---------------- |
| ۱          | City of the Sun      | غروب          | سیاوش قمیشی      |
| ۲          | Mountain Palace      | بت سنگی       | شهره             |
| ۲          | Mountain Palace      | آینده         | سیاوش قمیشی      |
| ۳          | Illuminata           | مداد رنگی     | ابی              |
| ۴          | Moongate             | پاییز         | سیاوش قمیشی، ابی |
| ۵          | Mirror Avenue        | فرنگیس        | سیاوش قمیشی      |
| ۶          | Shadows in Time      | فاصله         | سیاوش قمیشی      |
| ۷          | The Crown            | گره گم        | سیاوش قمیشی      |
| ۸          | Faces in Stone       | من‌وتو         | لیلا فروهر       |
| ۹          | The Ridlle           | ولگرد         | شهره             |
| ۱۰         | Inside the Circle    | پیچک          | ابی              |
| ۱۱         | Children of the Dawn | هدیه          | سیاوش قمیشی      |

### نقاب
آلبوم نقاب در سال ۱۳۸۱ منتشر شد که حاصل اولین همکاری موفق سیاوش قمیشی با هنرمندانی چون اروین خاچیکیان (به‌عنوان تنظیم‌کننده) و یغما گلرویی (به‌عنوان ترانه‌سرا) می‌باشد. سیاوش قمیشی به‌گفتهٔ خود در این آلبوم بعد از مدت‌ها، به‌نوعی ریسک کرده و خواسته است تا سبک جدیدی را نسبت به کارهای گذشته خود ارائه کند که با استقبال گسترده مردم مواجه شده است. گیتار باس، کیبورد، برنامه‌ریزی و تنظیم تمام آهنگ‌های این آلبوم برعهده اروین خاچیکیان بوده است. آهنگ دوم این آلبوم «خاطره» نام دارد که در دستگاه چهارگاه و به سبک موسیقی ترنس ساخته شده است. آهنگ سوم این آلبوم «برگ» نام دارد که سیاوش برای ساخت آن از موسیقی آهنگ «نور و آینه و صدا» الهام گرفته است که خودش آن را قبل از انقلاب در ایران برای عارف ساخته‌بود. گفتنی است اروین خاچیکیان با این آلبوم برای اولین‌بار در ایران شناسانده و مشهور شد. سیاوش دربارهٔ ترانه میلاد گفته است یک روز صبح که از خواب بیدار شده است سراغ تلفن خانه خود رفته و پیغام‌ها را چک می‌کرده که به پیغام دختری می‌رسد که ترانه میلاد را زمزمه می‌کرده است و به قدری در او تأثیر می‌گذارد که تصمیم می‌گیرد تا آهنگی به‌روی این ترانه بگذارد. فریبرز لاچینی، این آهنگ را به‌صورت بی‌کلام با پیانو نواخته است و آن را در آلبوم بی‌کلام خود به نام بوی دیروز (شماره ۲۷) گنجانده است. گفتنی است که جلد (کاور) این آلبوم توسط مرتضی برجسته طراحی شده است.

### بی‌سرزمین‌تر از باد
این آلبوم که در اوایل سال ۱۳۸۳ منتشر شده است، حاصل ادامه همکاری‌های موفق سیاوش با اروین خاچیکیان (به‌عنوان تنظیم‌کننده) و یغما گلرویی (به‌عنوان ترانه‌سرا) می‌باشد. تمام آهنگ‌های این آلبوم توسط اروین خاچیکیان تنظیم شده‌اند. آهنگ بی‌سرزمین‌تر از باد به سبک موسیقی ترنس ساخته شده است. سیاوش در این آهنگ با اجازهٔ یغما گلرویی دو ترانه او را باهم ادغام کرده است. فریبرز لاچینی، این آهنگ را به‌صورت بی‌کلام با پیانو نواخته است و آن را در آلبوم بی‌کلام خود به نام بوی دیروز (شماره ۲۸) گنجانده است.
سیاوش قمیشی برای اولین‌بار در آهنگ‌های ایرانی به پیشنهاد اروین خاچیکیان از تکنیک نهان‌سازی در برگردان در آهنگ پرسه (زمان ۳:۰۶) از این آلبوم استفاده کرده است. این قسمت از آهنگ، ابتدا خالی بود که تصمیم گرفتند گیتار سولو بگذارند و بعد به‌دلایلی نشد. سپس دختری را آوردند تا روی آن قسمت بخواند و این‌بار هم نتیجه کار جالب نشد تا اینکه نهایتاً اِروین پیشنهاد معکوس کردن صدا را داد و سیاوش هم پذیرفت. در واقع این قسمت، برگردان قسمت زیر از آهنگ است:
شونه به شونه می‌رفتیم من‌وتو تو جشن بارون
حالا تو نیستی و خیسه چشمای من و خیابون
سیاوش قمیشی برای اولین‌بار در این آلبوم است که آهنگ ساخته‌شده توسط شخصی دیگر را می‌خواند. ترانه دریای مغرب توسط بهمن کاظمیان سروده و ساخته شده است که در آن زمان حدود ۱۴ سال سن داشته است و سیاوش قمیشی با شنیدن این آهنگ که او با گیتارش بر روی ترانه خودش گذاشته‌بود و می‌خواند تحت تأثیر قرار می‌گیرد و تصمیم به خواندن آن می‌گیرد. آخرین آهنگ این آلبوم آهنگ نفس بکش است که سیاوش ساخت آن را به‌دلیل جزئیات زیادش وقت‌گیر توصیف کرده و آن را شبیه به موسیقی‌هایی که برای فیلم‌های خوب ساخته می‌شوند می‌داند. همچنین گفته است که اگر روزی تصمیم به تولید یک آلبوم بی‌کلام بگیرد حتماً آهنگ نفس بکش را در آن خواهد گنجاند.

### روزهای بی‌خاطره
این آلبوم در سال ۱۳۸۴ منتشر شده است. همهٔ آهنگ‌های این آلبوم به شیوهٔ موسیقی الکترونیک توسط آلن جی ناظاریان تنظیم شده‌اند. آهنگ مشهور «تصور کن» که مضمونی سیاسی–اجتماعی دارد در این آلبوم قرار دارد. این ترانه توسط یغما گلرویی سروده شده است. این آهنگ که شبیه به آهنگی از جان لنون به نام «تصور کن» می‌باشد، دارای مضمونی مشابه است. اما سیاوش ساخت آن را الهامی از آهنگ تصور کن از جان لنون نمی‌داند.
ویدئوی این آهنگ توسط کوجی زادوری ساخته شده است که خود او نیز در این کلیپ درحالی که روزنامه می‌خواند، دیده می‌شود. زادوری این ویدئو را جزو ۱۰ ویدئوی برتر خود می‌داند.

### غروب تا طلوع
این آلبوم که در سال ۱۳۸۵ منتشر شده است، شامل ریمیکس برخی از مشهورترین آهنگ‌های خود سیاوش است که دوباره بعد از چندین سال آن‌ها را با تنظیمی متفاوت خوانده است. تمام آهنگ‌های این آلبوم توسط رامون تنظیم شده‌اند.

### رگبار
این آلبوم در سال ۱۳۸۷ منتشر شده است. تهیه این آلبوم حدوداً ۳ سال طول کشید و بیشتر از سایر آلبوم‌های سیاوش زمان برد. در این آلبوم برخلاف دو آلبوم نقاب و بی‌سرزمین‌تر از باد، از سبک ترنس خبری نیست. این آلبوم به سبک موسیقی هاوس و ترنس آکوستیک است. تمام آهنگ‌های این آلبوم توسط رامون تنظیم شده‌اند. از نظر سیاوش قمیشی دو آهنگ گل من و دلتنگی در این آلبوم با استقبال بیشتری از طرف هواداران مواجه شده‌اند.
آهنگ تو بارون که رفتی این آلبوم را سیاوش در اتاق خود و درحالی که پنجره اتاقش رو به هوای بارانی باز بوده، ساخته است.

### یادگاری
این آلبوم، در سال ۱۳۸۹ ضبط شده است. سیاوش در این آلبوم برخلاف عادت دیرینهٔ خود در آلبوم‌های قبلی، با چند تنظیم‌کننده کار کرده است. او آهنگ «بی‌خیال» از این آلبوم را برای تنظیم ابتدا به استیو مک‌کرام سپرد، اما تنظیم مک‌کرام برای سیاوش راضی‌کننده نبود و قدیمی به نظر می‌رسید. به‌همین خاطر تنظیم این آهنگ را به نیما وارسته سپرد و نهایتاً تنظیم او را پذیرفت. همچنین آهنگ الکی از این آلبوم، هفت‌بار تنظیم شد که نهایتاً سیاوش تنظیم خشایار (KC Bondar) را پذیرفت.

### سرگذشت
سیاوش قمیشی بعد از حدود ۷ سال از آخرین آلبوم خود به نام یادگاری و انتشار چندین تک‌آهنگ، سرانجام آلبوم سرگذشت را در آبان‌ماه ۱۳۹۶ با همکاری شرکت کلتکس رکوردز منتشر کرد. ساخت این آلبوم حدود دو سال زمان برد. آلبوم سرگذشت به سبک پاپ مدرن می‌باشد و در آن خبری از ترنس و تکنو نیست. تنظیم، میکس و مسترینگ این آلبوم توسط بهروز لطفی‌پور انجام شده است. در آهنگ «تنها» با کلام وحید آقایی در این آلبوم از ساز کمانچه با نوازندگی سعید آریا استفاده شده است که تاکنون در آهنگ‌های سیاوش قمیشی بی‌سابقه بوده است. در این آلبوم همچنین از سازهای گیتار نایلون و آکوستیک، ویولن، کلارینت، پیانو، گیتار الکتریک و سینت سایزر استفاده شده است.

## تک‌آهنگ‌های شاخص

### رفیق
این ترانه، اولین تک‌آهنگ سیاوش قمیشی محسوب می‌شود که در سال ۱۳۸۸ خورشیدی ضبط شد. بعد از این ترانه، سیاوش، آلبوم یادگاری را منتشر کرده است. ترانهٔ رفیق که به سبک موسیقی ترنس ساخته شده است، هم‌زمان با اعتراضات پس از انتخابات ریاست جمهوری سال ۱۳۸۸ در ایران منتشر شد. سرایش رفیق، توسط سید مهدی موسوی انجام شده است که از چندماه قبل‌تر از وقایع اعتراضات مردمی سال ۱۳۸۸ در ایران، در اختیار قمیشی بود.

### پرنده
سیاوش قمیشی در سال ۱۳۹۲، ترانهٔ پرنده را ساخت و آن را برای نخستین‌بار در سال‌های فعالیت خوانندگی‌اش به‌صورت مشترک با معین ضبط کرد. سیاوش معتقد است اجرای این آهنگ می‌توانست خیلی بهتر باشد چرا که او برای این ترانه هارمونی نوشته‌بود اما به‌علت مشکلاتی عملی نشد و نهایتاً هر یک جداگانه خواندند.
کوجی زادوری، کارگردان نماهنگ این ترانه، از نوازنده‌های ایتالیایی در آن استفاده کرده است.
فریبرز لاچینی؛ موسیقی‌دان، آهنگساز و نوازنده سرشناس پیانو، این آهنگ سیاوش را به‌صورت بی‌کلام با پیانو نواخته است و آن را در یکی از آلبوم‌های بی‌کلام خود به نام بوی دیروز (شماره ۳۱) گنجانده است.

### تهران
سیاوش قمیشی در بهار سال ۱۳۹۴، ترانهٔ تهران را ساخت. او این آهنگ را با الهام از خاطرات و مناظری که از تهران قدیم در ذهن خود دارد ساخته است. مناظری همچون زرد شدن برگ‌های درختان چنار خیابان پهلوی (خیابان ولیعصر کنونی) در فصل پاییز. در نماهنگ این ترانه، مناظری از محلهٔ سکونت قدیمی سیاوش در تهران به تصویر کشیده شده است. چند جوان از تهران درگرفتن عکس‌ها و ساخت نماهنگ تهران، با سیاوش هم‌کاری کردند. قمیشی قبل از انقلاب ۱۳۵۷ در منطقه یوسف‌آباد تهران، حوالی پارک شفق، سکونت داشته است.

### اهواز
سیاوش قمیشی در فروردین ۱۳۹۶، کوتاه‌ترین تک‌آهنگ خود را به نام اهواز که زادگاه خودش است، منتشر کرد. موضوع این ترانه در خصوص آلودگی هوای شهر اهواز است.

### چهل سال
سیاوش قمیشی در مرداد ۱۳۹۷، نخستین ترانهٔ خود در هم‌کاری با گوگوش با نام چهل سال را منتشر کرد. سرایش این کار، از رها اعتمادی است و دارای مضمونی سیاسی است که توسط الیاس شیرزاد تنظیم گردیده است.

## هم‌خوانی با دیگر خوانندگان
سیاوش قمیشی تاکنون در ترانهٔ پرنده با معین، ترانهٔ چهل سال با گوگوش و اجرای روی صحنهٔ ترانهٔ غروب با ابی هم‌خوانی کرده است. همچنین در برخی از ترانه‌هایی که برای دیگران ساخته است، در بخش‌هایی از ترانه، خیلی کوتاه به‌صورت صدای دوم همراه با آن‌ها خوانده است. از این دست ترانه‌ها می‌توان به ترانه‌های «من‌وتو» با صدای لیلا فروهر (بخش پایانی)، «مردم همیشه مردم» از عارف، «کوه یخ» از ابی، «دل دیوونه»، «قصه»، «ولگرد»، «عروسی» و «یک اتفاق ساده» از شهره، «غصه نخور» از شهرام صولتی، «شاپرک» از شهرام شب‌پره و «هم‌کلاس» از فرزانه اشاره کرد که سیاوش آن‌ها را ساخته است و در برخی از قسمت‌های این ترانه‌ها، به‌عنوان صدای دوم همراه با خوانندهٔ اصلی هم‌خوانی کرده است.

## بازخوانی آثار دیگران
تنها آهنگ «گلی جان» که در دهه سی شمسی توسط پوران خوانده شده‌بود، توسط سیاوش قمیشی بازخوانی شده است. گفتنی است تاکنون سیاوش قمیشی تمام آهنگ‌های خود را به‌جز آهنگ‌های «گلی جان» و «دریای مغرب»، خود ساخته است.

## بازگشت به ایران
سیاوش قمیشی همان‌گونه که خود در مصاحبه‌هایش گفته است، مشتاق به بازگشت به وطن است اما تاکنون هیچ‌گاه تقاضایی برای برگشت به ایران نکرده است. او می‌گوید که تأیید شدن از طرف مردم برای او کافی است و نیازی به تأیید شدن از طرف هیچ مقام مسئولی در ایران را ندارد. او عقیده دارد مادامی که فروش سی‌دی‌هایش در ایران ممنوع و غیرقانونی هستند، برگشتن برای او بی‌معناست. با وجود ممنوعیت فروش آلبوم‌های سیاوش قمیشی در ایران، برخی از آهنگ‌های او به‌صورت بی‌کلام از رادیو و تلویزیون صدا و سیمای جمهوری اسلامی ایران هر از چندگاهی پخش می‌شوند.

## حواشی
- در اواسط دههٔ هشتاد خورشیدی، سیاوش قمیشی برای اجرای کنسرت در مراسمی باشکوه در جزیره کیش دعوت شد. علی‌رغم پیشنهاد رقم بسیار بالا به سیاوش، او این پیشنهاد را رد کرد.
- در سال ۱۳۸۱ سیاوش قمیشی در پی تهیه و اجرای آلبوم شب نیلوفری برای ابی، دچار اختلاف نظراتی با ابی شد که نهایتاً منجر به قطع همکاری‌های این دو هنرمند شد. سیاوش قمیشی فقط سازندهٔ ملودی‌های آلبوم شب نیلوفری بود و در دیگر کارهای تهیه این آلبوم حضور و نظارت نداشت. در نتیجه طی ضبط آلبوم شب نیلوفری، سیاوش قمیشی در استودیو حضور نداشت و نتیجتاً این آلبوم با سطح کیفی نامطلوب منتشر شد و برخلاف آلبوم ستاره‌های سربی، سیاوش همه کارهٔ این آلبوم نبود. به‌گفتهٔ سیاوش، ابی خوانندهٔ بیشترین و بهترین آهنگ‌های او بوده است. سیاوش قمیشی تاکنون ۲۷ آهنگ برای ابی ساخته است و از این رو، ابی در میان خوانندگان، بیشترین تعداد از آهنگ‌های سیاوش قمیشی را خوانده است. ابی و سیاوش همچنان رابطه‌ای دوستانه با یکدیگر دارند.
- شهرام شب‌پره در مصاحبه‌ای تلویزیونی با شبکه تلویزیونی فارسی۱ در سال ۱۳۹۲، انتقادهایی با لحنی تند علیه سیاوش قمیشی مطرح کرد. این گفته‌های شهرام شب‌پره، واکنش‌های منفی گسترده‌ای از سوی هواداران سیاوش قمیشی داشت.

## ترانه‌شناسی

### آلبوم‌ها
- ۱۳۴۰–۱۳۵۰ - عروسک شب (غیررسمی)
- ۱۳۵۸ - فرنگیس
- ۱۳۶۱ - خواب بارون
- ۱۳۷۱ - حکایت
- ۱۳۷۲ - تاک
- ۱۳۷۳ - قصهٔ گل و تگرگ
- ۱۳۷۴ - شهر خورشید (بی‌کلام)
- ۱۳۷۵ - هوای خونه
- ۱۳۷۵ - قصهٔ امیر
- ۱۳۷۷ - قاب شیشه‌ای
- ۱۳۷۹ - شکوفه‌های کویری
- ۱۳۸۰ - حادثه
- ۱۳۸۱ - نقاب
- ۱۳۸۳ - بی‌سرزمین‌تر از باد
- ۱۳۸۴ - روزهای بی‌خاطره
- ۱۳۸۵ - غروب تا طلوع
- ۱۳۸۷ - رگبار
- ۱۳۸۹ - یادگاری
- ۱۳۹۶ - سرگذشت

## تک‌آهنگ‌ها
- فهرست زیر به ترتیب تاریخ انتشار آهنگ‌ها است.

| نام ترانه | ترانه‌سرا         | آهنگساز     | تنظیم              | توضیحات | سال انتشار |
| --------- | ---------------- | ----------- | ------------------ | --- | ---------- |
| رفیق      | مهدی موسوی       | سیاوش قمیشی | الیاس شیرزاد       | با مضمون تظاهرات بعد از انتخابات ریاست جمهوری ۱۳۸۸                                                             | ۲۰۰۹       |
| بازی      | محسن شیرالی      | سیاوش قمیشی | خشایار (KC Bondar) | | ۲۰۱۱       |
| تکرار     | محمود برزویی     | سیاوش قمیشی | مسعود فولادی       | درون مایهٔ نقد اعتیاد                                                                                           | ۲۰۱۲       |
| پرواز     | شایان جعفرنژاد   | سیاوش قمیشی | خشایار (KC Bondar) | | ۲۰۱۲       |
| پرنده     | صفا لطفی         | سیاوش قمیشی | خشایار (KC Bondar) | مشترک با معین                                                                                                  | ۲۰۱۳       |
| نوازش     | آبا عابدین       | سیاوش قمیشی | خشایار (KC Bondar) | | ۲۰۱۳       |
| تردید     | محمد زارعی       | سیاوش قمیشی | الیاس شیرزاد       | | ۲۰۱۴       |
| آینده     | رضا میرفخرایی    | سیاوش قمیشی | الیاس شیرزاد       | ملودی این آهنگ پیش‌تر با عنوان Mountain Palace در آلبوم City of The Sun سیاوش قمیشی منتشر شده‌بود.               | ۲۰۱۴       |
| محبت      | سپهر نوروزی      | سیاوش قمیشی | بهروز لطفی‌پور      | | ۲۰۱۴       |
| تهران     | حسام حسامی       | سیاوش قمیشی | خشایار (KC Bondar) | | ۲۰۱۴       |
| پوچ       | احسان شعاریان    | سیاوش قمیشی | بهروز لطفی‌پور      | | ۲۰۱۵       |
| گلی جان   | شهابی            | عباس شاپوری | بهروز لطفی‌پور      | بازخوانی آهنگ پوران                                                                                            | ۲۰۱۵       |
| حسرت      | علی خانی         | سیاوش قمیشی | بهروز لطفی‌پور      | | ۲۰۱۵       |
| مسیر      | شبنم حکیم هاشمی  | سیاوش قمیشی | فرد میرزا          | | ۲۰۱۵       |
| خستگیا    | رضا میرفخرایی    | سیاوش قمیشی | بهروز لطفی‌پور      | | ۲۰۱۶       |
| جوونه     | پریا کازرونی     | سیاوش قمیشی | بهروز لطفی‌پور      | | ۲۰۱۶       |
| اهواز     | شایان جعفرنژاد   | سیاوش قمیشی | بهروز لطفی‌پور      | در خصوص آلودگی هوای شهر اهواز                                                                                  | ۲۰۱۷       |
| چهل سال   | رها اعتمادی      | سیاوش قمیشی | الیاس شیرزاد       | مشترک با گوگوش                                                                                                 | ۲۰۱۸       |
| عاشق      | معصومه رضایی‌زاده | سیاوش قمیشی | الیاس شیرزاد       | سیاوش قمیشی در این آهنگ برای اولین‌بار از ساز سنتور استفاده کرده است.                                           | ۲۰۱۹       |
| ببخش      | رها اعتمادی      | سیاوش قمیشی | الیاس شیرزاد       | این ترانه به‌نوعی بازسازی آهنگ غریبه با صدای ابی لیتلز می‌باشد که آهنگ آن را خود سیاوش در دههٔ ۵۰ شمسی ساخته‌بود.  | ۲۰۱۹       |
| سرنوشت    | رامین دهقانی     | سیاوش قمیشی | بابک سعیدی         | | ۲۰۲۰       |
| گذشت      | تبسم             | سیاوش قمیشی | الیاس شیرزاد       | | ۲۰۲۱       |
| مرهم      | میلاد نعمتی‌زاده  | سیاوش قمیشی | اشکان آریا         | این آهنگ بر مبنای یکی از آثار قدیمی سیاوش قمیشی به‌نام «دوزخی» (که در مجموعهٔ عروسک شب وجود دارد) ساخته شده است. | ۲۰۲۱       |
| سفر       | علی عباسی        | سیاوش قمیشی | اشکان آریا         | این ترانه به‌نوعی بازسازی آهنگ معبد شهید می‌باشد که آهنگ آن را خود سیاوش در دههٔ ۴۰ شمسی ساخته و خوانده‌بود.       | ۲۰۲۲       |
| خزون      | رضا میرفخرایی    | سیاوش قمیشی | اشکان آریا         | | ۲۰۲۲       |
| برعکس     | رضا میرفخرایی    | سیاوش قمیشی | مسعود فولادی       | | ۲۰۲۲       |
| معجزه     | نازنین جهانگیری  | سیاوش قمیشی | اشکان آریا         | | ۲۰۲۲       |
| دلتنگ     | محمدرضا روزبه    | سیاوش قمیشی | اشکان آریا         | | ۲۰۲۳       |
| میری      | رضا میرفخرایی    | سیاوش قمیشی | نیاوش صالحی        | | ۲۰۲۳       |
| تقدیم     | بابک سلیم‌ساسانی  | سیاوش قمیشی | نیاوش صالحی        | | ۲۰۲۴       |
| سراب      | رضا میرفخرایی    | سیاوش قمیشی | مسعود فولادی       | | ۲۰۲۴       |
| توهم      | تبسم             | سیاوش قمیشی | نیاوش صالحی        | | ۲۰۲۴       |
| پروانه    | مژگان کریم‌زاده   | سیاوش قمیشی | نیاوش صالحی        | | ۲۰۲۵       |
| قاصدک     | سارا سماوات      | سیاوش قمیشی | نیاوش صالحی        | | ۲۰۲۵       |

### موسیقی فیلم
- بوی گندم